# Andreï Ostrovski
Pour les articles homonymes, voir Ostrovski (homonymie).
Andreï Ostrovski (en biélorusse : Андрэй Астроўскі, en russe : Андрей Островский), né le 13 septembre 1973 à Pinsk en Biélorussie, est un footballeur international biélorusse, devenu entraîneur à l'issue de sa carrière, qui évoluait au poste de défenseur.

## Biographie

### Carrière de joueur
Andreï Ostrovski dispute deux matchs en Ligue des champions, et 14 matchs en Coupe de l'UEFA, pour un but inscrit.

### Carrière internationale
Andreï Ostrovski compte 52 sélections et 1 but avec l'équipe de Biélorussie entre 1994 et 2005. 
Il est convoqué pour la première fois par le sélectionneur national Mikhaïl Vergeyenko pour un match amical contre l'Ukraine le 25 mai 1994 (défaite 3-1). Par la suite, le 19 août 1998, il inscrit son seul but en sélection contre la Lituanie, lors d'un match amical (victoire 3-0). Il reçoit sa dernière sélection le 12 octobre 2005 contre la Norvège (défaite 1-0).

## Palmarès
- Avec le Dynamo Minsk
  - Champion de Biélorussie en 1993, 1994, 1994-95 et 1995
  - Vainqueur de la Coupe de Biélorussie en 1994

- Avec le Maccabi Haïfa
  - Champion d'Israël en 2001 et 2002